# Københavns Stadsarkiv
Københavns Stadsarkiv er Københavns kommunes arkiv. Arkivet indsamler og bevarer arkivmateriale fra København og formidler historier om byen, dens indbyggere og udvikling. Arkivets samlinger går tilbage til middelalderen og frem til i dag.

## Historie
Arkivets kan spores tilbage til middelalderen og er opstået i tilknytning til byens styre og har altid haft til huse på byens rådhus. Dele af arkivet gik tabt ved de store brande i 1728 og 1795 og under Københavns bombardement i 1807. Det ældste bevarede dokument i Stadsarkivet går tilbage til 1275. Indtil 1936 hed Københavns Stadsarkiv Raadstuearkivet.
Ansvaret for byens arkiv hørte oprindelig under den ældste af borgmestrene. Senere blev ansvaret overtaget af rådstueskriveren; magistratens øverste embedsmand. Københavns Stadsarkiv hører i dag under Kultur- og Fritidsforvaltningen og ledes af stadsarkivaren.
Byens arkiv har i de seneste par hundrede år været så omfattende, at det har været nødvendigt at have magasiner uden for rådhuset. Nikolai Kirke, posthuset i Købmagergade og det nedlagte kvindefængsel på Nytorv er blot nogle få af de steder, der har fungeret som magasin ved siden af skolelofter og kommunale kældre. Det nuværende fjernmagasin er placeret i Høje Tåstrup, mens de oftest benyttede arkivalier står fremme på læsesalen på rådhuset.
Arkitekten Martin Nyrop gav arkivet en central placering på Københavns nuværende rådhus (indviet 1905). Her ligger Stadsarkivet lige under Borgerrepræsentationens mødelokaler.
Martin Nyrop regnede med, at godt 3.000 meter hyldeplads ville dække arkivets behov i 100 år. Arkivet rummer i dag 40.000 hyldemeter og 250.000 kort og tegninger fordelt på fire magasiner. Tilvæksten i samlingerne sker i dag primært i form af elektroniske dokumenter.

## Opgaver
Stadsarkivet dokumenterer og formidler Københavns historie og stiller arkivmateriale til rådighed for offentligheden, i aftagende grad som original på læsesalen og i voksende grad som digitaliseret kopi via internettet. Den store opgave med at digitalisere Politiets registerblade har arkivet løst via crowdsourcing. Derudover samarbejder arkivet med universitetet om undervisning af historiestuderende.
Arkivet indsamlinger arkivmateriale fra kommunens forvaltninger og institutioner, herunder Københavns Borgerrepræsentation. Det gælder både papirsager og elektroniske data. Dertil kommer privatarkiver fra mennesker, virksomheder og foreninger med tilknytning til København. Arkivet har f.eks. en samling på over tre tusinde erindringer, hvor københavnere fortæller om deres barndom og opvækst.
Nedenfor findes en liste over arkivets formidlingsaktiviteter på internettet.
Københavns Stadsarkiv udgør også hovedsædet for NEA, som er et netværk af kommuner, der samarbejder om at arkivere digitale data i henhold til de gældende bestemmelser på området (SIARD-DK).